# Вјазевско побрђе
Вјазевско побрђе (рус. Вязевская возвышенность), у старијим изворима познато и као Вјазевска брда (рус. Вязевские горы) моренско је узвишење у виду побрђа у јужном делу Псковске области на западу европског дела Руске Федерације.
Смештено је у међуречју Великаје, Ушче, Смердеља и Насве, односно на територијама Новосокољничког, Пустошког и Невељског рејона Псковске области. Благо је издужено у смеру југ-североисток. Просечна надморска висина је у распону између 200 и 250 метара, а највише тачке су брдо Шелканиха на североистоку Новосокољничког рејона, са надморском висином од 268 метара. На северу постепено прелази у Бежаничко побрђе, односно на југу ка Невељском побрђу.
Реке које извиру на овом подручју теку у три смера. Реке које теку ка северу припадају басену Великаје (односно басену реке Нарве), Смердељ и Насва теку ка североистоку и преко Ловата припадају басену језера Иљмењ и даље реке Неве, док се јужни делови одводњавају преко Ушче ка басену Западне Двине.

## Видети
- Псковска област